# Else Albeck
Else Albeck, född den 28 januari 1900 i Köpenhamn, död den 19 januari 1976, var en dansk skådespelare. Hon var gift med skådespelaren Albrecht Schmidt. 
Albeck scendebuterade 1922 på Det ny Teater i Köpenhamn.

## Filmografi (urval)
- 1951 - Det sande ansigt
- 1949 - For frihed og ret